# Helen Jonas-Rosenzweig
Helen Jonas-Rosenzweig (nascida Helena Sternlicht; 25 de abril de 1925 – 20 de dezembro de 2018) foi uma sobrevivente polonesa do Holocausto que sobreviveu a perseguição dos alemães contra os Judeus durante a Segunda Guerra Mundial. Ela foi detida no campo de concentração de Cracóvia-Płaszów, onde foi forçada a trabalhar como empregada doméstica para o comandante Amon Göth.
Nascida em Cracóvia, ela sobreviveu ao Holocausto com a ajuda de Oskar Schindler, que foi creditado como salvador das vidas de quase 1.200 trabalhadores forçados judeus. Depois da guerra, Helen Jonas-Rosenzweig emigrou para os Estados Unidos. Ela foi casada e viúva duas vezes e teve três filhos. Ela residiu por muito tempo em Boca Raton, na Flórida. Helen Jonas-Rosenzweig conheceu a filha de Amon Göth, Monika Hertwig, e juntos eles foram apresentados em um documentário, Inheritance (2006), feito para a PBS por James Moll.

## Vida
Helena Sternlicht nasceu em Cracóvia em 1925 filha de Szymon e Lola Sternlicht. Ela se lembrava de sua infância como sendo feliz. Quando a Alemanha invadiu a Polônia em 1 de setembro de 1939, ela e sua família foram forçadas a se mudar para o gueto de Cracóvia . 

### Cracóvia-Płaszów
Em 1942, Helen e sua família foram enviados para campos de concentração. Seu pai morreu no campo de extermínio de Bełżec. Ela, sua mãe e duas irmãs foram enviadas para Kraków-Płaszów, um arbeitslager (campo de trabalho forçado). No terceiro dia de internação em Cracóvia-Płaszów, Helen lavava as janelas de um quartel quando Amon Göth, o comandante do campo, entrou na sala. Ele comentou sobre o trabalho que ela estava fazendo e ordenou que ela fosse para sua vila nos terrenos do acampamento para trabalhar como empregada doméstica .  
Mudou-se do quartel para a residência de Göth, onde dividiu um quarto no porão com outra empregada, Helen Hirsch (que também foi retratada no filme A Lista de Schindler). As duas mulheres dividiram as tarefas domésticas na casa do comandante pelos próximos dois anos. Enquanto trabalhava para Göth, Helen-Rosenzweig viu seu notório sadismo de primeira mão. Ela disse que ele atirava em prisioneiros da varanda de sua vila, e ela o viu assassinar várias pessoas e ordenar a morte de muitas outras. Ele também a espancou. Ela disse que, enquanto Göth, conforme representado no filme, parecia estar sexualmente interessado em sua empregada, ele não se sentia atraído por ela na vida real. 
Helen lembou-se que, pouco depois de se mudar para a casa de Göth, viu-o subitamente e, sem provocação, atirar até à morte em jovem judeu que trabalhava para ele como criado. Durante esse período, Helen teve um namorado no acampamento, Adam Sztab, que fazia parte de um grupo de resistência. Ela roubou alguns papéis de Göth para Sztab. Göth foi informado das atividades de Sztab por um guarda. Helen pode ouvir Göth atirando em Sztab até a morte, e ela tinha certeza de que ele a mataria também, mas ele não o fez. Göth mandou pendurar publicamente o corpo de Sztab à vista de outros prisioneiros, junto com uma advertência sobre a tentativa de fuga. 

### Oskar Schindler
Oskar Schindler era um convidado frequente na casa de Göth e muitas vezes dizia palavras encorajadoras para Helen, que se lembrava de ter ouvido dele: "Você se lembra das pessoas no Egito? Elas foram libertadas. Então você também será". Após a prisão de Göth por apropriação indébita de propriedade judaica do governo alemão, Helen lembrou-se: "Como mágica, de repente a campainha toca - Schindler está lá em seu casaco e dizendo: 'Você vem comigo'". Schindler, que salvou cerca de 1.200 judeus de Auschwitz alegando que precisava deles para trabalhar em sua fábrica, acrescentou Helen e suas irmãs, Bronisława e Sydonia, à sua lista de trabalhadores que ficou conhecida como Schindlerjuden. Naquela época, sua mãe havia morrido de pneumonia. Assim como Amon Göth, o próprio Schindler estava sob investigação e foi preso várias vezes pela Gestapo. Pouco antes do fim da guerra, Göth, que estava em liberdade condicional, visitou a fábrica da Schindler e nela permaneceu por dois dias.
Quando o Exército Vermelho se aproximou de Cracóvia no final de 1944, o campo de concentração de Cracóvia-Płaszów foi liquidado. Schindler fez planos para abrir uma fábrica de munições em Brněnec, Checoslováquia, usando os trabalhadores que tinha em Płaszów. Os homens da lista de Schindler viajavam em segurança de trem para a Tchecoslováquia, mas o trem de vagões de gado, no qual 300 das trabalhadoras de Schindler viajavam, foi desviado para Auschwitz. Um historiador checo escreveu que o trânsito através de Auschwitz era rotineiro para as mulheres devido ao fato de que somente Auschwitz tinha uma equipe feminina e um acampamento de mulheres disponíveis para a necessária limpeza e quarentena antes de viajar para Brinnlitz. 
Płaszów Memorial, onde Helen Jonas-Rosenzweig e Monika Hertwig se encontraram pela primeira vez

## Filme documentárioInheritance
Em 2004, Helen Jonas-Rosenzweig se encontrou com Monika Hertwig, filha de Amon Göth. Hertwig havia solicitado a reunião, mas Helen estava hesitante porque suas memórias de Göth e do campo de concentração eram muito traumáticas. Ela finalmente concordou depois que Hertwig escreveu para ela: "Temos que fazer pelo povo assassinado". Helen se sentiu tocada por este sentimento e concordou em encontrá-la no Monumento Memorial Płaszów na Polônia e visitar a vila de Göth com ela para o documentário Inheritance (2006). O diretor do documentário, James Moll, um associado de Steven Spielberg, ajudou a reunir as duas mulheres para fazer o filme para a PBS.  

## Vida pessoal
Dois dias depois de serem libertados dos nazistas, Helen conheceu seu primeiro marido, Joseph Jonas. Eles moraram no Bronx, tendo três filhos: um fillho e meninas gêmeas. Em 1980, Joseph, que sofria de culpa de sobrevivente, cometeu suicídio. Ela então se casou com o filantropo Henry Rosenzweig. Viúva uma segunda vez, ela residiu em Boca Raton, Flórida até sua morte em Dezembro de 2018. 